# جورج مورگان (فیلم‌نامه‌نویس)
جورج مورگان (انگلیسی: George Morgan; ۱۰ اکتبر ۱۸۵۴ – ۸ ژانویهٔ ۱۹۳۶) فیلم‌نامه‌نویس اهل ایالات متحده آمریکا بود.
وی فیلم‌نامه‌نویس فیلم‌هایی همچون اسب شیطان و معضل بوده‌است.